# Twierdzenie o czterech barwach

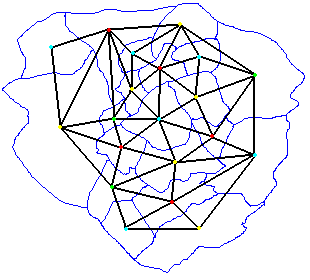
Równoważność zagadnienia dla mapy i dla grafu

Twierdzenie o czterech barwach – dla każdego skończonego grafu planarnego {\displaystyle \left(V,E\right)} istnieje funkcja {\displaystyle k\colon V\to \left\{k_{1},k_{2},k_{3},k_{4}\right\},} taka że {\displaystyle \forall _{\{v_{1},v_{2}\}\in E}\left(k(v_{1})\neq k(v_{2})\right),} czyli możliwe jest przypisanie każdemu z jego wierzchołków jednej z czterech liczb 1, 2, 3 i 4 w taki sposób, aby żadne sąsiednie wierzchołki nie miały przyporządkowanej tej samej liczby. Jest to jeden z najsłynniejszych problemów matematycznych.

## Wersja twierdzenia dla mapy
Sformułowanie równoważne (mniej ścisłe matematycznie, lecz bardziej przemawiające do wyobraźni):
dowolną mapę polityczną, na płaszczyźnie lub sferze, można zabarwić czterema kolorami tak, aby każde dwa kraje mające wspólną granicę (nie tylko wspólny wierzchołek) miały inne kolory. Zakładamy, że wszystkie państwa są spójne terytorialnie. Mapa może być niemożliwa do pokolorowania czterema kolorami (choć nie zawsze jest), jeśli państwo posiada eksklawy.

Ilustracja przedstawia sytuację, w której, jeśli chcemy eksklawę państwa zabarwić tym samym kolorem, co jego główną część, konieczne jest użycie piątego koloru.

Równoważność tych dwóch sformułowań łatwo zauważyć wyróżniając w każdym „kraju” „stolicę” i prowadząc „drogi” pomiędzy stolicami każdych dwóch sąsiednich krajów. Przechodzimy wówczas z mapy politycznej do grafu opisanego w pierwszym z obu sformułowań twierdzenia. Analogicznie można przejść w przeciwną stronę.

## Historia
Hipotezę o prawdziwości twierdzenia postawił już w roku 1840 August Ferdinand Möbius, a w roku 1852 (niezależnie) Francis Guthrie (1831–1899), wówczas student University College London, ale pełny dowód został przeprowadzony dopiero w 1976 roku przez Wolfganga Hakena i Kennetha Appela. Dowód wszakże był bardzo „brzydki”, gdyż wymagał sprawdzenia 1936 przypadków szczególnych przy pomocy komputera. Pojawiały się nawet wątpliwości, czy dowód jest poprawny.
Wątpliwości te usunięto za pomocą jego modyfikacji w 1994, a w 2004 udało się potwierdzić poprawność przy użyciu komputerowego asystenta. Nikt dotąd nie udowodnił twierdzenia o czterech barwach bez komputerowego wspomagania, choć wymyślono pewne uproszczenia oryginalnego dowodu. Przypadek ten stał się okazją do dyskusji na temat dopuszczalnych metod dowodowych w matematyce.

## Uogólnienia na przypadek innych powierzchni
Istnieje uogólnienie twierdzenia o czterech barwach także dla grafów rozpiętych na powierzchniach topologicznych, które nie są homeomorficzne ze sferą lub płaszczyzną: dla każdej powierzchni liczba kolorów potrzebnych do zabarwienia dowolnej narysowanej na niej mapy politycznej tak, aby dwa sąsiednie kraje nie miały tej samej barwy, jest równa maksymalnej liczbie krajów na tej powierzchni, z których każdy graniczy z każdym innym.
Na różnych powierzchniach liczba ta może być różna, na przykład na torusie (powierzchnia dętki) liczba ta wynosi 7 – matematycy korzystający z map w kształcie torusa uznaliby za ważniejsze dowodzenie „twierdzenia o siedmiu barwach”.
Dla sfery i płaszczyzny uogólnione twierdzenie też jest prawdziwe, gdyż maksymalna liczba krajów, z których każdy dotyka każdego, jest na nich równa 4 (jeden kraj w środku i trzy dookoła).
To uogólnione twierdzenie dla wszelkich powierzchni poza sferą i płaszczyzną zostało udowodnione wcześniej niż twierdzenie o czterech barwach, i bez komputera. Pokonanie twierdzenia o czterech barwach uzupełniło więc dowód dla ostatnich dwóch szczególnych przypadków.